# Klammljoch
Das Klammljoch (italienisch Passo di Gola) ist ein Alpenübergang zwischen der Rieserfernergruppe im Süden und der Venedigergruppe im Norden auf 2288 m ü. A. und verbindet Sand in Taufers durch das Reintal und das Knuttental in Südtirol mit St. Jakob in Defereggen in Osttirol.

## Geographie und Geschichte
Auf Osttiroler Seite schließt sich am Klammljoch das Arvental als hinterster Teil des Defereggentals an. Das Arvental, das Schwarzachtal und die Jagdhausalm werden noch heute, aufgrund jahrhundertealter Weiderechte, von Südtiroler Bauern bewirtschaftet, obwohl diese Weideflächen in Österreich liegen. Von jenen Bauern wird die ansonsten für Kraftfahrzeuge gesperrte, 1973 erneuerte Fahrstraße über das Klammljoch vor allem genutzt, um zu ihren Osttiroler Weideflächen zu gelangen.
Seit dem Inkrafttreten des Vertrags von Saint-Germain im Jahr 1920 verläuft über das Klammljoch die Grenze zwischen Italien und Österreich. Das Joch bildet auch die Grenze zwischen dem Naturpark Rieserferner-Ahrn und dem Nationalpark Hohe Tauern.
Westlich des Jochs liegen auf etwa 2250 Meter der kleine Klammlsee und auf 1911 Meter die Knuttenalm.
Über das Klammljoch hinweg wurde ab dem 11. Jahrhundert das Defereggental besiedelt.

## Verkehr
Das Klammljoch ist für den Kfz-Verkehr gesperrt, kann aber mit dem Fahrrad befahren werden. Zwischen Rein in Taufers und der Oberhaus-Alm im Defereggental hat die Straße Schotterbelag.
Auf Südtiroler Seite kann die Straße zum Klammljoch bis zum Wandererparkplatz kurz hinter Rein in Taufers befahren werden. Auf der Osttiroler Seite kann die Straße zum Klammljoch bis zur Oberhaus-Alm (1786 Meter) befahren werden, wobei hier ab der Abzweigung der Defereggentalstraße zum Staller Sattel bei Erlsbach eine Maut zu entrichten ist.